# 双建站
双建站是位于吉林省双辽市建设乡的一个铁路车站，邮政编码136400。车站建于1971年，有平齐铁路经过该站，现仅办理货运，不办理客运业务，车站及其上下行区间均未电气化。车站距离四平站85公里，隶属哈尔滨铁路局，是四等站。